# 川崎寿彦
川崎 寿彦（かわさき としひこ、1929年3月30日 - 1989年4月18日）は、日本の英文学者。名古屋大学文学部教授。

## 経歴
1929年、東京生まれ。静岡高校を経て、1953年、京都大学文学部に進学。同大学を卒業して渡米し、ウィスコンシン大学大学院を修了。
名古屋大学文学部教授を務め、1989年に在職中に死去。

## 受賞・栄典
- 1986年：「英文学における庭園など空間形象の研究」に対して中日文化賞受賞[3]。

## 研究内容・業績
当初は17～18世紀英国の詩を専門としたが、後に庭園など文化史において業績を上げた。中でも、『庭のイングランド』が話題となった。著作多数あり、没後も遺稿が刊行された。

## 家族・親族
- 弟：川崎彰彦は作家。

## 著作
著書
- 『ニュークリティシズム概論』研究社出版 1964
- 『分析批評入門』至文堂 1967
- 『ダンの世界：天上の女と地上の神』研究社出版 1967
- 『マーヴェルの庭』研究社出版 1974
- 『鏡のマニエリスム：ルネッサンス想像力の側面』研究社出版 1978
- 『庭のイングランド：風景の記号学と英国近代史』名古屋大学出版会 1983
- 『楽園と庭：イギリス市民社会の成立』中公新書 1984
- 『イギリス文学史入門』研究社出版(英語・英米文学入門シリーズ) 1986
- 『森のイングランド：ロビン・フッドからチャタレー夫人まで』平凡社 1987
  - 選書化 平凡社ライブラリー 1997
- 『森と人間 2000年』日本林業技術協会 1987
- 『英詩再入門』名古屋大学出版会 1990
- 『薔薇をして語らしめよ：空間表象の文学』名古屋大学出版会 1991
- 『楽園のイングランド：パラダイスのパラダイム』河出書房新社 1991

共編著
- 『新しい詩を読む：現代イギリス・アメリカの詩』金関寿夫・橋口稔合評、研究社出版 1972
- 『T・S・エリオット』編著、山口書店(現代英米文学セミナー双書) 1981
- 『イギリス・ロマン主義に向けて：思想・文学・言語』編、名古屋大学出版会 1988
- 『生と死の文化史：危機の生・豊饒の生』木谷勤共編、名古屋大学出版会 1989